# الغرد
الغرد وهي قرية في موريتانيا، وتعني في اللهجة المحلية (التَّل الكبير) وسميت بذلك لوجود تَلٍ كبير بها، وهي حاضرة من حواضر موريتانيا تقطنها مجموعة من قبيلة مسومة فخذ أهل عيسي بوب من أبناء (باب المصطف) بن باب أحمد بن سيدي بوبكر (التائب من ذنوبه الأمسي).

## التأسيس

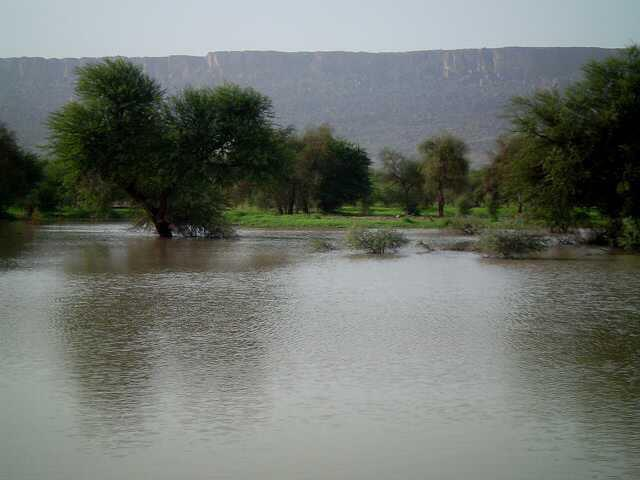
السد التاريخي لحاضرة الغرد.

تأسست أواخر القرن التاسع عشر ميلادي، تقع في الناحية الشمالية الغربية لعاصمة ولاية لعصابة مقاطعة كيفة علي بعد 45كم، شرقي مقاطعة كرو، تابعة لبلدية انواملين. وهي منطقة سياحية، ورعوية، يوجد بها سد كبير، ومنتجع سياحي يعرف ب (لَكْبَيْشْ) يقصده السياح في موسم الخريف، يعتمد سكانها علي الزراعة الموسمية، والتنمية الحيوانية.

منتجع لكبيش السياحي.

## من مشاهيرها
اشتهرت بالعلماء والحفاظ فأنجبت الكثير منهم، توجد بها محظرة جامعة تخرج منها آلاف الطلاب من مختلف مناطق موريتانيا، وأمدت الدولة الموريتانية بالكثير من الشخصيات العلمية.
من بين أبنائها قضاة كبار، وعلماء أجلاء، ووزراء، ودكاترة جامعيون، وإداريون، وضباط سامون، وغيرهم، ومن هذه الشخصيات:
- الشيخ سيدي المختار ولد محمد عبدي شيخ محظرة الغرد ومؤسسها، رحمه الله.
- الشيخ محمد يبر ولد أحمد ولد بي، العالم اللغوي المشهور في منطقة اركيب، رحمه الله.
- الشيخ محمد السالك (أيبَّ) العالم الورع ابن الداعية الولي الشيخ محمود، رحمه الله.
- القاضي سيد أحمد الملقب بيه ولد السالك، رئيس محكمة النقض سابقا، ومؤسس القضاء الشرعي بدولة الإمارات العربية المتحدة.
- القاضي محمد المصطفي ولد أحمدو ولد محمد عبدي، الأمين العام لرابطة العلماء في ولاية لعصابة.
- القاضي عبد الله ولد اعل سالم، رئيس المجلس الدستوري، في موريتانيا.
- الإداري الكبير السالك ولد اعل سالم، مدير ديوان الرئيس الموريتاني المختار ولد داداه، سابقا.
- الوزير الأستاذ الدكتور محمد ولد أعمر، رئيس جامعة العلوم الإسلامية بلعيون.
- الإمام خطيب الجامع العتيق (جامع بن عباس) في انواكشوط الشيخ حدمين ولد السالك.